# Saint-Sauveur (Haute-Saône)
Saint-Sauveur é uma comuna francesa na região administrativa de Borgonha-Franco-Condado, no departamento de Alto Sona. Estende-se por uma área de 12,02 km². Em 2010 a comuna tinha 1 955 habitantes (densidade: 162,6 hab./km²).